# São Domingos de Rana
São Domingos de Rana è una freguesia (parrocchia civile) del comune portoghese di Cascais, parte della subregione della Grande Lisbona. La popolazione nel 2011 era di 57.502 abitanti,  su un'area di 20,36 km². La freguesia comprende le località di: Abóboda, Cabeço de Mouro, Caparide, Matarraque, Outeiro de Polima, Polima, Rana, Talaíde, Tires, Trajouce e Zambujal.

## Storia
L'insediamento di São Domingos de Rana è associato alla fertilità del suolo e all'abbondanza di acque sorgive: il numero di vestigia archeologiche nella parrocchia implica il suo posto nell'insediamento del comune. In molte zone della parrocchia, l'occupazione umana è stata quasi continua sin dal Paleolitico. Le tombe archeologiche rinvenute nella regione testimoniano l'esistenza di culture agricole e di caccia. Le origini di questa parrocchia risalgono all'insediamento del territorio durante il periodo che va dal Paleolitico al Medioevo.
Il primo censimento noto, datato al 1527, comprendeva tutte le località attuali della parrocchia. Già a quel tempo, esisteva una parrocchia di São Domingos de Rana, la quale si estendeva fino ad Albarraque e si espanse ulteriormente nel 1758 arrivando fino a São Pedro do Estoril. Fino al 1838, l'area faceva parte del comune di Oeiras, per poi essere integrata successivamente nel comune di Cascais.
Per quattro decenni il territorio è stato esclusivamente agricolo, coltivando grano, mais e ortaggi, oltre ai vigneti. Inoltre, la regione era nota per l'estrazione di pietra utilizzata nella costruzione. Nel 1983, il professor José d'Encarnação descrisse São Domingos de Rana come un'area nota per i raccolti di cereali, ma fu lentamente minacciata dalla crescita della città e dalla produzione industriale di Abóboda. La rapida crescita senza un'adeguata pianificazione, portò ad uno sviluppo di quartieri illegali.

## Geografia
Con 20 chilometri quadrati (7,7 miglia quadrate), São Domingos de Rana è l'unica delle quattro parrocchie del comune di Cascais a non avere sbocco sul mare. Nel 1970 la sua popolazione residente comprendeva 18.140 abitanti, ampliandosi a 29.342 (nel 1981), 35.938 (nel 1991) e 43.991 (nel 2001): al 2011 comprendeva una popolazione di 57.502 abitanti.
L'area protetta Costa do Sol-Guincho è situata lungo il margine meridionale alla foce del fiume Tago, a est di Lisbona, con la Serra de Sintra a nord-ovest e Linha de Sintra a nord: comprende i comuni di Cascais e Oeiras.

## Architettura

### Civile
- Aerodromo municipale di Cascais (portoghese: Aerodromo de Tires), inaugurato l'11 ottobre 1964, dal presidente portoghese Américo Tomás
- Casal Saloio de Outeiro de Polima
- Tenuta di Rana (portoghese: Quinta da Rana)
- Tenuta delle cavallette (portoghese: Quinta dos Grafanhotos)
- Tenuta di Livramento (portoghese: Quinta no Livramento)
- Giardino della Quinta dos Pesos (portoghese: Jardim da Quinta dos Pesos)
- Villa romana di Freira (portoghese: Villa romana de Freiria), Vergílio Correia fu il primo a riferirsi ai resti romani in questa zona, dopo aver scoperto un tumulo funerario romano in pietra. L'archeologo ha rinvenuto una serie di frammenti di ceramica che fanno risalire l'ubicazione alla preistoria e il villaggio intorno al IV o II secolo, che comprende il mulino ed i quartieri
- Villa romana di Miroiças, è la più grande villa romana del municipio, con una grande abbondanza di materiali e contenuti superficiali, risalente al Paleolitico e al Medioevo
- Villa romana di Outeiro de Polima (portoghese: Villa Romana de Outeiro de Polima), risalente all'epoca romana, quando fu costruita, fu scoperta da Virgílio Correia nel 1913. Nuovi scavi furono effettuati nel 1973, sotto l'archeologo Guilherme Cardoso, che ha scoperto una grande quantità di materiali

### Religiosa
- Chiesa di São Domingos de Gusmão (portoghese: Igreja Paroquial de São Domingos de Rana/Igreja de São Domingos de Gusmão), la sua costruzione risale al 1710, ma la sua conclusione fu limitata a causa degli eventi del terremoto di Lisbona del 1755: fu conclusa nel 1838 (data iscritta sul campanile). Tra il 1911 e il 1918 il tempio fu chiuso e gran parte del suo contenuto iniziò a rovinarsi. Nell'agosto 2001 è stato inaugurato per la chiesa un nuovo carillon, con 23 campane, 19 costruite a Braga, 3 preesistenti e una proveniente da una fabbrica in Belgio, elettrificato e computerizzato, ma azionabile manualmente
- Cappella di Conceição (portoghese: Capela da Conceição)